# Gonzalo Alejandro Ríos
Gonzalo Alejandro Ríos (Florida, Argentina; 27 de enero de 1999) es un futbolista argentino. Juega de centrocampista y su equipo actual es Banfield de la Primera División de Argentina.

## Trayectoria
Formado en las inferiores de San Lorenzo, Ríos comenzó a jugar como portero y luego cambió a centrocampista. Tras dejar el club, comenzó su carrera a nivel adulto en el 
Deportivo Armenio de la Primera B Metropolitana. Para la temporada 2021. fue cedido al Agropecuario de la Primera B Nacional.
El 13 de enero de 2022, dio el salto a primera y fichó en el Central Córdoba (SdE). Disputó 17 encuentros en la máxima categoría.
El 2 de enero de 2023, Ríos fichó en el Audax Italiano de la Primera División de Chile.
En julio de 2024, Ríos regresó a Argentina y firmó en el Independiente Rivadavia.

## Estadísticas
Actualizado al último partido disputado el 28 de febrero de 2023.
| Club                            | Div.          | Temporada     | Liga  | Liga  | Copas nacionales | Copas nacionales | Copas internacionales | Copas internacionales | Total | Total |
| Club                            | Div.          | Temporada     | Part. | Goles | Part.            | Goles            | Part.                 | Goles                 | Part. | Goles |
| ------------------------------- | ------------- | ------------- | ----- | ----- | ---------------- | ---------------- | --------------------- | --------------------- | ----- | ----- |
| Deportivo Armenio Argentina     | 3.ª           | 2019-20       | 5     | 2     | 0                | 0                | —                     | —                     | 5     | 2     |
| Deportivo Armenio Argentina     | Total club    | Total club    | 5     | 2     | 0                | 0                | 0                     | 0                     | 5     | 2     |
| Agropecuario Argentina          | 2.ª           | 2021          | 32    | 1     | 0                | 0                | —                     | —                     | 32    | 1     |
| Agropecuario Argentina          | Total club    | Total club    | 32    | 1     | 0                | 0                | 0                     | 0                     | 32    | 1     |
| Central Córdoba (SdE) Argentina | 1.ª           | 2022          | 17    | 0     | 1                | 0                | —                     | —                     | 18    | 0     |
| Central Córdoba (SdE) Argentina | Total club    | Total club    | 17    | 0     | 1                | 0                | 0                     | 0                     | 18    | 0     |
| Audax Italiano · Chile          | 1.ª           | 2023          | 24    | 8     | 0                | 0                | 9                     | 1                     | 33    | 9     |
| Audax Italiano · Chile          | 1.ª           | 2024          | 0     | 0     | 0                | 0                | 0                     | 1                     | 0     | 0     |
| Audax Italiano · Chile          | Total club    | Total club    | 24    | 8     | 0                | 0                | 9                     | 1                     | 33    | 9     |
| Total carrera                   | Total carrera | Total carrera | 78    | 11    | 1                | 0                | 9                     | 1                     | 88    | 12    |

### Tripletes
| Partidos en los que anotó tres o más goles | Partidos en los que anotó tres o más goles | Partidos en los que anotó tres o más goles | Partidos en los que anotó tres o más goles | Partidos en los que anotó tres o más goles | Partidos en los que anotó tres o más goles | Partidos en los que anotó tres o más goles |
| N.º                                        | Fecha                                      | Estadio                                    | Partido                                    | Goles                                      | Resultado                                  | Competición                                |
| ------------------------------------------ | ------------------------------------------ | ------------------------------------------ | ------------------------------------------ | ------------------------------------------ | ------------------------------------------ | ------------------------------------------ |
| 1                                          | 24 de abril de 2023                        | Nelson Oyarzún, Chillán                    | Ñublense - Audax Italiano                  |                                            | 2 - 5                                      | Primera División de Chile 2023             |